# Cryptolabis pendulifera
Cryptolabis pendulifera är en tvåvingeart som beskrevs av Alexander 1949. Cryptolabis pendulifera ingår i släktet Cryptolabis och familjen småharkrankar.
Artens utbredningsområde är Peru. Inga underarter finns listade i Catalogue of Life.